# Ricuzenius
Ricuzenius és un gènere de peixos pertanyent a la família dels còtids.

## Taxonomia
- Ricuzenius nudithorax (Bolin, 1936)[2]
- Ricuzenius pinetorum (Jordan & Starks, 1904)[3][4][5][6][7]